# Go and Ask Peggy for the Principal Thing
Albums de Fool's Garden
Dish of the Day
(1995) For Sale
(2000)
Go and Ask Peggy for the Principal Thing est le 3e album du groupe de pop allemand Fool's Garden.

Il fait suite à Dish of the Day, qui contenait le très populaire Lemon Tree.

C'est un album très influencé par la musique des Beatles, comme en témoigne la reprise de Martha My Dear.

## Liste des titres
1. The Principal Thing
2. Emily
3. Why Did She Go?
4. Why Am I Sad Today
5. Martha My Dear (Lennon/McCartney)
6. And You Say
7. Probably
8. Nothing
9. When the Moon Kisses Town
10. Rainy Day
11. Northern Town
12. Good Night
13. Probably (reprise) - chanson cachée